# Phaya Thai
Phaya Thai  (thai: พญาไท ; API : [pʰā.jāː tʰāj]) est l’un des 50 khets de Bangkok, Thaïlande.

## Histoire
Au début du XXe siècle et jusqu'aux années 50, ce khet est principalement rural avec des rizières et des vergers (comme beaucoup de khets de Bangkok à la même époque dont Bang Kapi, Watthana etc.). Les seules constructions notables étaient alors le Wat Sai Tan (aujourd'hui Wat Phai Tan) et le canal Sai Tan (aujourd'hui canal ou khlong Bang Sue).

## Points d'intérêt

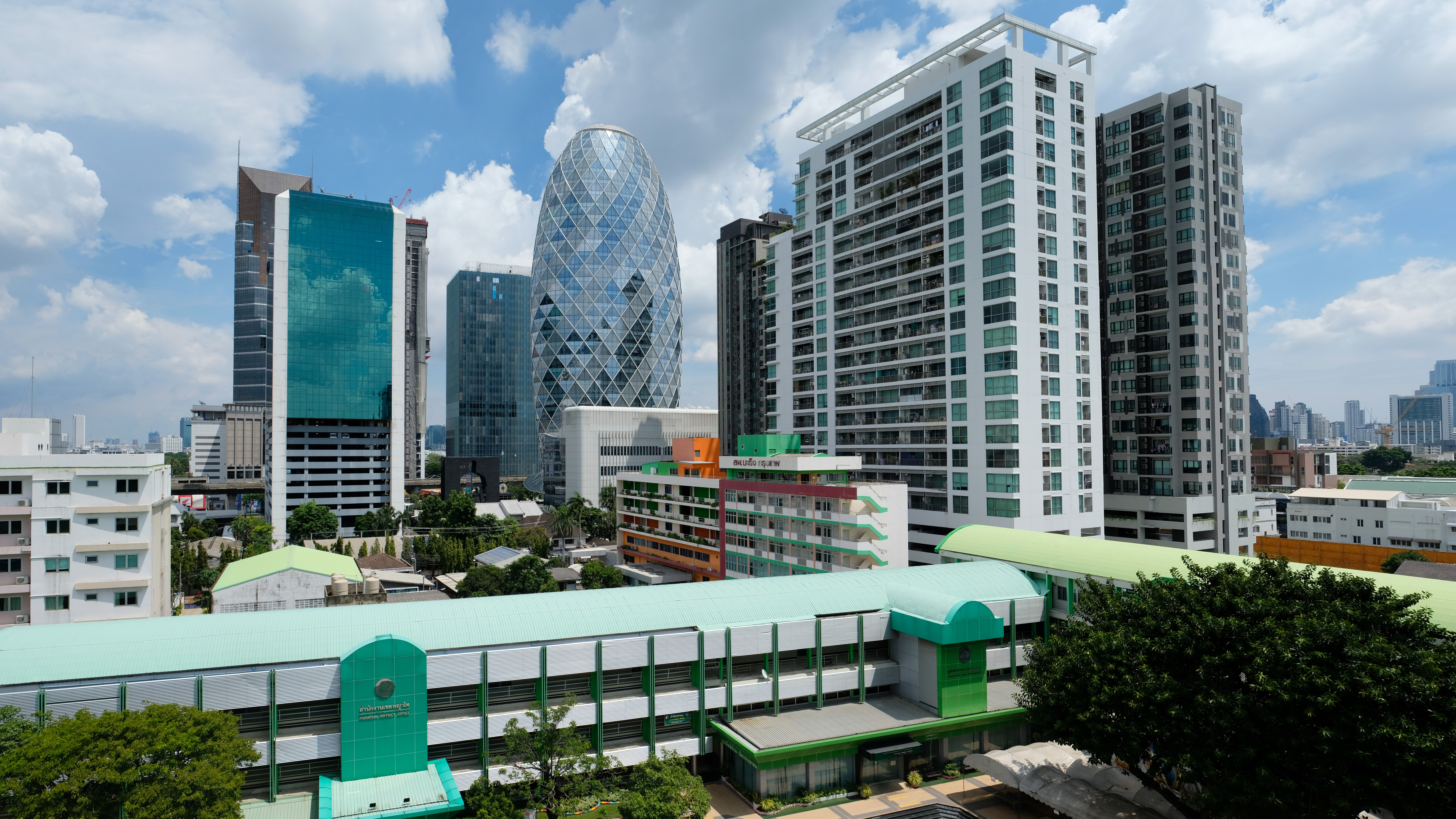
Immeubles du khet de Phaya Thai.

- Daily News
- Wat Phai Tan
- Musée de la poste
- Rue Pradiphat[1]